# Pericharax
Genre
Pericharax est un genre d'éponges marines de la famille Leucettidae. 

## Systématique
Le genre Pericharax a été créé en 1883 par le spongiologue russe Nikolaï Nikolaevich Poléjaeff (d) (1857-1903) avec pour espèce type Pericharax carteri.

## Liste d'espèces
Selon World Register of Marine Species (25 novembre 2021) :
- Pericharax canaliculata Burton & Rao, 1932
- Pericharax carteri Poléjaeff, 1883
- Pericharax crypta Leocorny, Alencar, Fromont & Klautau, 2016
- Pericharax heteroraphis Poléjaeff, 1883
- Pericharax orientalis Van Soest & De Voogd, 2015
- Pericharax peziza Dendy, 1913
- Pericharax pyriformis Burton, 1932
- Pericharax vallii Leocorny, Alencar, Fromont & Klautau, 2016